# Freie-Partie-Europameisterschaft der Junioren 1987/88

Logo CEB (ausrichtender Verband)

Die Freie-Partie-Europameisterschaft der Junioren 1987 war das 12. Turnier in dieser Disziplin des Karambolagebillards und fand vom 4. bis zum 6. Dezember 1987 in Nîmes statt. Die Meisterschaft zählt zur Saison 1987/88.

## Geschichte
Bei seiner fünften Teilnahme gewann Stephan Horvath erstmals  den Titel bei den Junioren. Zweiter wurde der Niederländer Raymond Knoors vor dem Titelverteidiger Frédéric Caudron.

## Modus
Gespielt wurde in einer Finalrunde „Jeder gegen Jeden“ bis 300 Punkte.
1. MP = Matchpunkte
2. GD = Generaldurchschnitt
3. HS = Höchstserie

## Finalrunde
| MP    | Match Points (Sieger = 2; Unentschieden = 1; Verlierer = 0) |
| Pkte. | Erzielte Karambolagen                                       |
| Aufn. | Benötigte Versuche                                          |
| GD    | Generaldurchschnitt                                         |
| BED   | Bester Einzeldurchschnitt eines Spielers                    |
| HS    | Höchstserie                                                 |
|       | Bester GD des Turniers                                      |
|       | Bester ED des Turniers                                      |
|       | Beste HS des Turniers                                       |
|       | 1. Platz (Gold)                                             |
|       | 2. Platz (Silber)                                           |
|       | 3. Platz (Bronze)                                           |

| Platz                      | Name             | MP   | Pkte | Aufn. | GD    | BED    | HS  |
| -------------------------- | ---------------- | ---- | ---- | ----- | ----- | ------ | --- |
| 1                          | Stephan Horvath  | 13:1 | 2100 | 22    | 95,45 | 300,00 | 300 |
| 2                          | Raymond Knoors   | 12:2 | 1800 | 41    | 43,90 | 150,00 | 300 |
| 3                          | Frédéric Caudron | 11:3 | 1893 | 26    | 72,80 | 300,00 | 300 |
| 4                          | Alain Rémond     | 6:8  | 1189 | 57    | 20,85 | 42,85  | 145 |
| 5                          | Ludger Havlik    | 5:9  | 1389 | 42    | 33,07 | 300,00 | 300 |
| 6                          | Daniel Nielsen   | 5:9  | 962  | 38    | 25,31 | 100,00 | 294 |
| 7                          | Ben Beylemans    | 4:10 | 1314 | 45    | 29,20 | 60,00  | 250 |
| 8                          | Patrick Mousel   | 0:14 | 194  | 55    | 3,52  | -      | 31  |
| Turnierdurchschnitt: 33,25 |                  |      |      |       |       |        |     |